# Rhinobatos annulatus
Rhinobatos annulatus es una especie de peces de la familia Rhinobatidae en el orden de los Rajiformes.

## Morfología
• Los machos pueden llegar alcanzar los 140 cm de longitud total.

## Alimentación
Come poliquetos, peces pequeños, cangrejos y gusanos.

## Distribución geográfica
Se encuentra en las  costas del sureste del  Atlántico: desde Namibia hasta KwaZulu-Natal (Sudáfrica).